# Thank You (The Walking Dead)
«Gracias»—título original en inglés: «Thank You» — es el tercer episodio de la sexta temporada de la serie de televisión The Walking Dead. Se estrenó el 25 de octubre de 2015 en Estados Unidos por la cadena televisiva AMC y en Latinoamérica el 26 de octubre de 2015 por Fox. Fue dirigido por Michael Slovis y Angela Kang estuvo en el guion.
El episodio se centra en lo que ocurrió inmediatamente después de la fiscalización del estreno de la temporada "First Time Again" desde la perspectiva de Rick y los otros sobrevivientes fuera de los muros que se ocupan de una horda masiva de caminantes el cual era atraído por el sonido de una bocina que venía de su comunidad. Se centra principalmente en Glenn Rhee (Steven Yeun) y Michonne (Danai Gurira) ya que llevan un grupo de supervivientes en la dirección de Alexandría, con la esperanza de que van a llegar a tiempo.

## Trama
Rick (Andrew Lincoln), Glenn (Steven Yeun), Michonne (Danai Gurira) y varios sobrevivientes corren hacia Alexandría debido a que el sonido de una bocina atrae a una legión de caminantes hacia la comunidad. Rick ordena a Daryl (Norman Reedus), Abraham (Michael Cudlitz) y Sasha (Sonequa Martin-Green) que continuén y llevar al resto de la legión lejos de Alexandría, como parte de su plan. Rick ordena a Glenn y a Michonne a liderar el grupo de vuelta a casa y a no detenerse y matar a cualquier cosa en su camino sea vivo o muerto, pero advierte de que puede que tengan que dejar otros detrás si no podían mantener el ritmo; esto fue escuchado por Heath (Corey Hawkins). Rick improvisa un plan mediante el uso de una RV utilizando en su curso para distraer a la manada y dirigirlos de nuevo en el camino, Daryl, se divide con el grupo. La bocina se detiene a todo volumen. Daryl ignora el plan de Rick y deja Abraham y a Sasha para dirigir la legión caminante por sí mismos.
El encuentro del grupo tiene varios obstáculos: dos alexandrinos mueren, David (Jay Huguley) es mordido por la espalda por un caminante y Annie (Bet Keener) y Scott (Kenric Green) resultan heridos. Finalmente tropiezan a lo largo en una ciudad abandonada; a pesar de sufrir varios ataques de pánico, Nicholas (Michael Traynor) tiene la tarea de dirigir el grupo alrededor de la ciudad, después de haber ido a la ciudad para un plazo de suministro anterior. Haciendo caso omiso de la orden de Rick de no parar hasta que lleguen a Alexandría, el grupo se retira a una tienda de mascotas después de encontrarse con una multitud de caminantes. Glenn formula un plan para incendiar uno de los edificios cercanos para distraer a los caminantes y Nicholas se ofrece a llevarlo a una tienda de alimentación. Después de informar a Rick sobre el plan, Glenn y Nicholas comienzan a ejecutar el supuesto plan. En la tienda de alimentación, Annie y Scott sugieren que el grupo debe dejarlos atrás debido a sus lesiones, pero Heath insiste en que no iban a dejarlos atrás y mira a Michonne. Cuando Michonne enfrenta a Heath sobre su actitud, éste le dice que él escuchó lo que dijo Rick, mientras que los antiguos contadores de decirle que él no a experimentar lo que Rick ha hecho, a pesar de estar en varias carreras de suministros. David, sabiendo que va a morir, finalmente, escribe una nota de despedida a su esposa, pero Michonne le asegura que puede llegar a casa para un último adiós.
Michonne escucha unos ruidos detrás de una puerta y la abre y eran dos caminantes que estaban ocultos en el interior de la tienda de mascotas. El ruido de esos dos caminantes atraen a la manada a su ubicación, lo que obliga al grupo a escapar rápidamente. Annie y David son devorados por los caminantes, pero Michonne, Heath y Scott se las arreglan para escapar de la ciudad y llegar a Alexandría, donde descubren que habían sido atacados. Glenn y Nicholas descubren que la tienda de alimentos había sido quemada y se enfrentan a la búsqueda de otro edificio, pero sorpresivamente llega otra manada de Caminantes. Nicholas en pánico lo conduce sin saberlo a un callejón sin salida y ambos quedan totalmente acorralados, acto seguido ambos se deciden a subir un contenedor de basura que se situaba en el límite. Rodeado de los caminantes, Nicholas comienza a entrar en pánico y le da las gracias a Glenn antes de suicidarse. Su cuerpo golpea sobre Glenn en el rebaño y Glenn es aparentemente devorado por los caminantes.
Rick llega con la RV hacia el lugar donde se instruyó a Glenn para interceptar la legión caminante que se separó por el ruido de la bocina. Daryl se reúne con Abraham y Sasha para alejar al resto de la legión caminante de la comunidad, pero Rick es emboscado por Los Lobos. Mientras Rick se estaciona con el RV esperando a Glenn y trata de comunicarse con él, pero resulta que su comunicación con Glenn fue en vano, exitosamente logra comunicarse con Sasha y Abraham. Sin embargo Los lobos que Morgan (Lennie James) había dejado previamente ir, intentan atacar a Rick, ya que el policía a tiempo se percató de Los Lobos quienes querían matarlo; Rick se las arregla y logra matar a dos lobos dentro de la RV y al revisar los bolsillos de los lobos encuentra papilla de manzana y se da cuenta de que habían atacado Alexandría. En eso, Rick se percata de más pandillas de los lobos a través del espejo retrovisor y detrás de la pared de la RV dispara a mata todos los lobos restantes. Rick se da cuenta de que el sonido de su ametralladora atrajo a una pequeña parte de la legión caminante e intenta darse la fuga pero todo es inútil ya que el disparo del lobo que intentó matar a Rick ocasionaron daños del motor de la RV y Rick no puede escapar y poco a poco se va acercando la legión caminante a rodearlo.

## Producción
El episodio fue dirigido por Michael Slovis y escrito por Angela Kang y marcan las salidas de los actores recurrentes Michael Traynor (Nicholas) y Jesse C. Boyd (Lobo Rubio) debido a que sus personajes mueren durante el trascurso de la serie. Sin embargo el destino de Glenn (Steven Yeun) se encuentra actualmente en especulación.
Los actores Lauren Cohan (Maggie Greene), Chandler Riggs (Carl Grimes), Lennie James (Morgan Jones), Josh McDermitt (Eugene Porter), Christian Serratos (Rosita Espinosa), Alanna Masterson (Tara Chambler), Seth Gilliam (Gabriel Stokes), Ross Marquand (Aaron), Alexandra Breckenridge (Jessie Anderson), Austin Nichols (Spencer Monroe) y Tovah Feldshuh (Deanna Monroe) no aparecen en este episodio pero igual son acreditados.

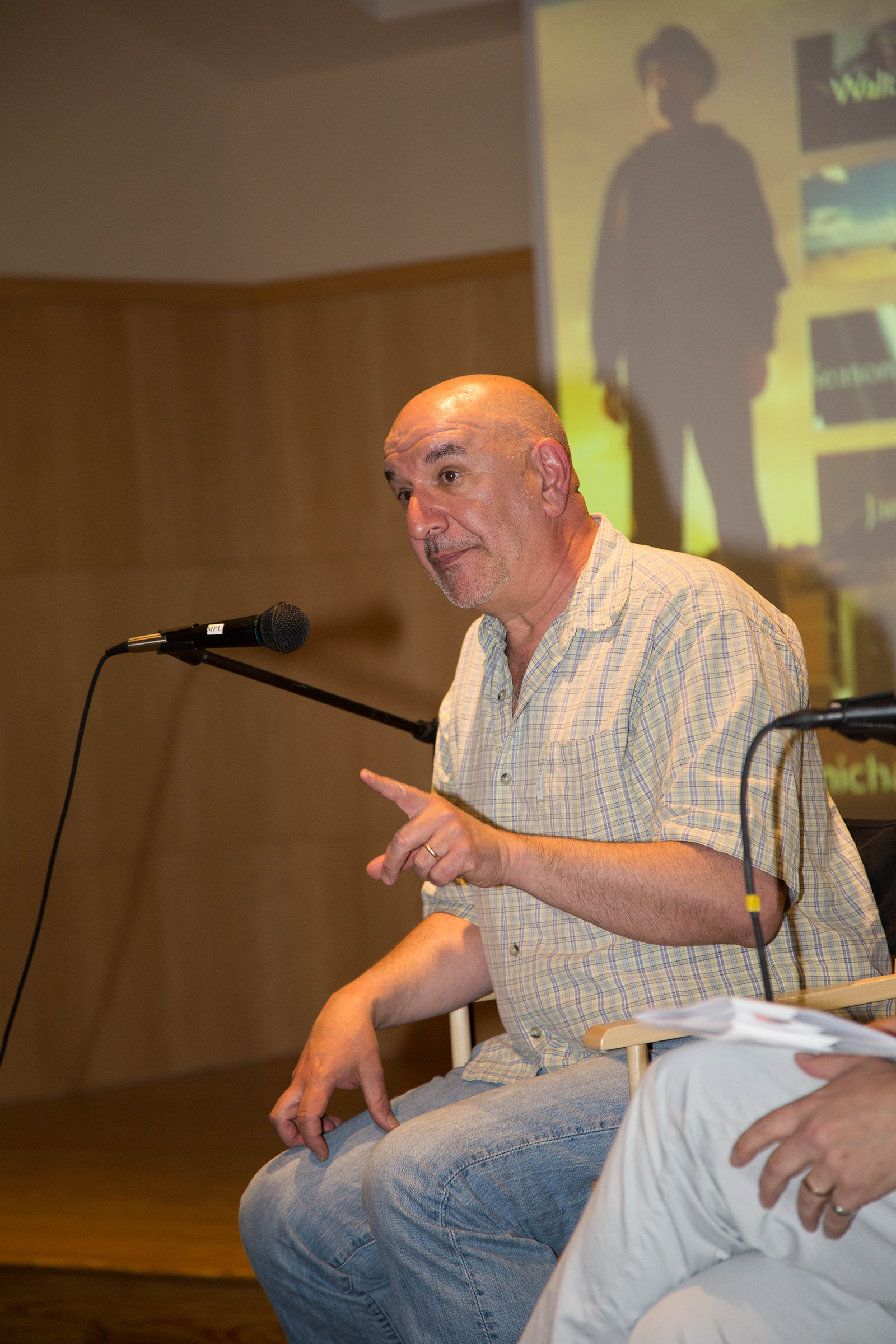
Michael Slovis dirigió el episodio.

## Recepción

### Recepción de la crítica
El episodio recibió elogios de la crítica como muchos destacaron el destino de Glenn Rhee, en particular, lo que lleva a la especulación de que había sobrevivido al episodio. Se obtuvo una calificación de 97%, con una puntuación media de 8,5 sobre 10 en Rotten Tomatoes, cuyo consenso se lee: "'Gracias' es un ejemplo de lo que The Walking Dead hace mejor, combinando acción de agarre con preguntas existenciales preocupantes en un corazón- desgarradora giro de la trama ".
Steve Wright por SciFi evaluó que la sexta temporada es "un paso en la calidad" de la anterior y "una cosa que ha estado desaparecido es un 'Oh, Dios mío, no puedo creer que acaba de suceder! momento ... Bueno, la espera ha terminado oficialmente."
Jeremy Egner de la The New York Times elogió a Michael Slovis y dijo:" La escena en el contenedor de la basura era una maravilla, los diversos componentes - rendimiento, maquillaje, sonido, dirección - fusionándose en una secuencia aterradora mareado que clasifica con el de la serie de lo mejor".

### Índices de audiencia
El episodio promedió una calificación de 6.8 en adultos 18-49 y 13,1 millones de espectadores en general, un aumento del episodio anterior.